# Cemerpil, Haivoron
Cemerpil (în ucraineană Чемерпіль) este localitatea de reședință a comunei Cemerpil din raionul Haivoron, regiunea Kirovohrad, Ucraina.

## Demografie
Componența lingvistică a localității Cemerpil
     Ucraineană (95,51%)
     Rusă (2,19%)
     Română (1,1%)
     Alte limbi (0,2%)
Conform recensământului din 2001, majoritatea populației localității Cemerpil era vorbitoare de ucraineană (95,51%), existând în minoritate și vorbitori de rusă (2,19%) și română (1,1%).